# حادثه ناماموگی

طرحی نقاشی شده از حادثهٔ ناماموگی، ریچاردسون پیاده در مرکز تصویر است.

حادثه ناماموگی (به ژاپنی: 生麦事件 Namamugi-jiken) یا حادثه کاناگاوا به حملهٔ ساموراییها به اتباع بریتانیا در ژاپن در تاریخ ۱۴ سپتامبر، سال ۱۸۶۲، اشاره دارد. تلاش بریتانیا برای غرامت گرفتن از فرمانروای قلمروی ساتسوما، در اوت سال ۱۸۶۳ منجر به بمباران کاگوشیما، در اواخر دورهٔ باکوماتسو شد.

## حادثه

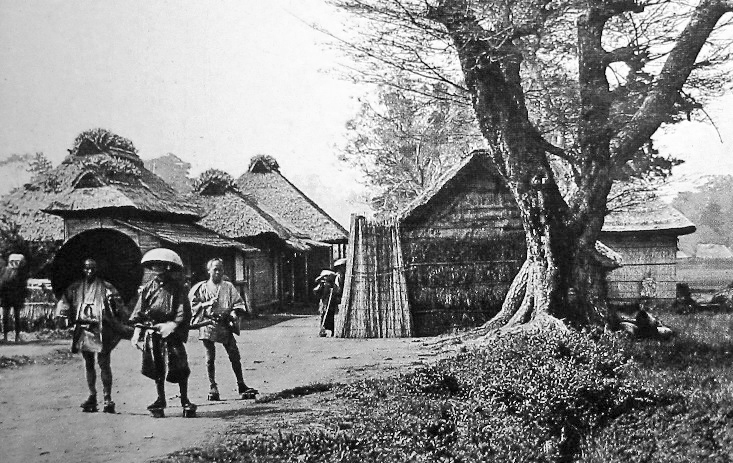
روستای ناماموگی، در سال ۱۸۶۲

چارلز لنکس ریچاردسون انگلیسی به همراه سه تن از دوستان و همراهان خود در حال رد شدن از روستای ناماموگی در کاواساکی، کاناگاوا بودند، در هنگام حرکت و در طی مسیر آن‌ها با حدود ۴۰۰ نفر همراه مسلح شیمازو هیسامیتسو، نایب‌السلطنه و پدرِ شیمازو تادایوشی، آخرین دایمیوی منطقهٔ ساتسوما، مواجه می‌شوند. آن‌ها در حال حرکت در جهت مخالف بودند. چهار انگلیسی بدون پیاده شدن از اسب در سمت کنار جاده به حرکت خود ادامه دادند. با وجود اینکه بارها توسط محافظان نایب‌السطنه با حرکت بدن و دست به ریچاردسون در مورد لزوم پیاده شدن از اسب و واگذاری جاده برای عبور محافظان توضیح داده شد اما او به‌طور صحیح متوجهٔ منظور آنان نشد. تا اینکه تعداد این گروهی به حدی رسید که عرض جاده کاملاً توسط این گروه اشغال شد و این چهار نفر سوار بر اسب در میان گروه وارد شده و در همین حال بیش از حد به نایب السطنه نزدیک شدند. در این موقع سامورایی‌ها فریاد زدند این حرکت بی‌ادبانه است. در آن زمان سامورایی‌ها در ژاپن، یک حق قانونی برای حمله به هر کسی که به آنان بی‌احترامی‌کند، داشتند. با این حال، اتباع بریتانیایی توسط تحت معاهده دوستی و ژاپن از هر گونه مجازات در امان و معاف بودند. در این زمان چند تن از سامورایی‌ها شمشیر خود را از غلاف بیرون آوردند و انگلیسی‌ها سوار بر اسب شروع به فرار کردند، ریچاردسون زخم عمیقی برداشت و دو مرد دیگر نیز بسختی زخمی شدند اما آن دو به همراه زنی که همراهشان بود توانستند از محل بگریزند. ریچاردسون پس از طی مسافتی از اسبش سقوط کرد و باز مورد حمله قرار گرفت و کشته شد.

## پس از حادثه
دولت توکوگاوا به پرداخت غرامت یک صد هزار پوند استرلینگ برای مرگ ریچاردسون ملزم شد. همچنین برای این قتل پرداخت غرامت جنگ سنگینی از ساتسوما مطالبه شد و یک اسکادران از کشتی‌های نیروی دریایی سلطنتی بریتانیا برای مرعوب کردن دایمیو و وادار کردن او به پرداخت این غرامت به بندر ساتسوما در کاگوشیما رفت. در پاسخ به این حرکت دایمیو بطرف کشتی‌ها از ساحل شلیک کرد و کشتی‌های بریتانیایی را به آتش کشید. این کشتی‌ها هم در حمله‌ای تلافی‌جویانه شروع به بمباران کاگوشیما کردند.

## جنگ بریتانیا و ساتسوما
در ۱۱ اوت ۱۸۶۳، یک ناوگان هفت کشتی بریتانیایی در خلیج کاگوشیما ظاهر شد. هدف طرف بریتانیایی جنگ نبود، بلکه مذاکرات مستقیم در مورد غرامت حادثه ناماموگی بود. طرف بریتانیایی بار دیگر خواستار دستگیری و مجازات عاملان و غرامت ۲۵٬۰۰۰ پوندی شد. از آنجایی که طرف ساتسوما در حال وقت‌کشی و عدم پاسخگویی بود، طرف بریتانیایی که صبرش لبریز شده بود، اقدام شدیدی انجام داد و در ۱۵ اوت سه کشتی بخار ساتسوما را تصرف کرد. (در این زمان، ماتسوکی کوآن و گودای تومواتسو، که بعداً در بریتانیا تحصیل کردند، اسیر شدند) خاندان ساتسوما این را به عنوان قصدی برای جنگ تلقی کرد و شروع به شلیک از توپخانه تمپوزان کرد و نبرد توپخانه‌ای شدیدی بین بریتانیایی‌ها و ناوگان درگرفت. بخش شمالی قلعه کاگوشیما در سمت ساتسوما سوخته و توپخانه‌ها آسیب فاجعه‌باری دیدند. طرف بریتانیایی همچنین پول غرامت دریافتی از شوگون‌سالاری را برای انبار مهمات مصرف کرده بود و آماده شدن برای نبرد زمان برد که منجر به بیش از ۶۰ تلفات شد. ناوگان بریتانیا که مجبور به ورود به نبردی غیرمنتظره و دشوار شده بود، خلیج کاگوشیما را ترک کرد و به یوکوهاما بازگشت. پس از آن، سه مذاکره صلح در سفارت بریتانیا در یوکوهاما برگزار شد و با قرض گرفتن ۲۵٬۰۰۰ پوند از شوگون‌سالاری توسط قلمرو ساتسوما برای پرداخت بدهی، به توافق رسیدند. در طول مذاکرات، طرف ساتسوما از طرف بریتانیایی خواست تا در خرید کشتی‌های جنگی به آنها کمک کند و از آن زمان به بعد، رابطه نزدیکی بین ساتسوما و بریتانیا برقرار شد.
این حوادث، منجر به تضعیف بیشتر حکومت شوگون‌ها شد. این حکومت بیش از حد ناتوان و سازش‌پذیر در روابط با قدرت‌های غربی به نظر می‌رسید. در نهایت استان‌های شورشی با یکدیگر متحد شده و در جنگ بوشین شوگون‌ها را سرنگون کردند و موجب به وجود آمدن اصلاحات میجی شدند.

## شدیدتر شدن احساسات ضد خارجی
در سال ۱۱ مارس ۱۸۶۳، فرمان اخراج اجنبی‌ها توسط امپراتور کُومِی صادر شد. تحت تأثیر و پس از صدور این فرمان چندین حمله دیگر علیه حکومت شوگون‌ها و همچنین در برابر خارجی‌ها در ژاپن انجام شد.